# Distretto di Tha Khantho
Il distretto di Tha Khantho (in thailandese: ท่าคันโท) è un distretto (amphoe) della Thailandia, situato nella provincia di Kalasin.